# 아라이어족
아라이어족(Arai), 혹은 메이좌안어족(Left May)은 5~6개의 서로 계통 관계가 있으나 상호 이해는 불가능한 뉴기니섬 중부의 메이강 좌안에서 쓰이는 언어들을 의미한다. 총 1600여명의 화자가 있다.
이니부어, 나퀴어, 이테리어, 보어, 아마어, 니모어, 오위니가어 등을 포함한다.
이 언어들은 암토무사어족 언어들과 이웃해 있으나 계통관계는 없는 것으로 보인다. 말콤 로스는 퀌타리-바이바이어족과 함께 아라이-퀌타리어족을 제안했다.

## 같이 보기
- 암토무사어족
- 파푸아 제어